# École nationale supérieure de création industrielle – Les Ateliers
École nationale supérieure de création industrielle – Les Ateliers, är en fransk statlig designhögskola i elfte arrondisementet i Paris. Den ligger under dels kulturministeriet, dels industriministeriet, och är den enda franska statliga högskola som helt specialiserat sig på formgivning. 
Högskolan grundades 1982 med stöd av Jean Prouvé och Charlotte Perriand och är lokaliserad till den byggnad som tidigare härbärgerade  Maison Jansens Ateliers Saint-Sabin, efter vilken den tagit sitt namn.  
Utbildning sker i både industriformgivning och textilformgivning. Textildelen har sina rötter i "Atelier national d'art textile", som grundades 1976. Denna knöts till École nationale supérieure de création industrielle 1985 och integrerades i ENSCI–Les Ateliers 2009. Utbildningen är upplagd på kurser på mellan tre och fem år, beroende på elevernas förkunskaper och erfarenhet. 
Förutom i Paris sker utbildning på campus Résidence au sein du pôle Minatec (tidigare Micro and Nanotechnology Innovation Centre) i Grenoble.